# Стрепет
Стрепетът, наричан още малка дропла, трепетлица и жърковец (Tetrax tetrax), е птица от семейство Дроплови. Среща се и в България.

## Разпространение
В миналото стрепетът е бил много по-разпространен в България и вероятно населявал много от обширните равнинни местности в страната. По костни останки от плейстоцен и холоцен видът е установен от палеоорнитолога проф. Златозар Боев в десетина находища, както в Северна, така и в Южна България Те доказват, че стрепетът е бил сред най-ценените ловни птици, защото повечето от останките му произлизат от т.нар. кухненски отпадъци от древните селища. В България се среща в части от Добруджа, Софийското поле, както и на други находища в страната.

## Описание
Дължината на тялото му е 42 см, а размахът на крилете достига до 110 см. Има полов и възрастов диморфизъм, както и малки сезонни различия.

## Биология
Наземно гнездещ, моногамен вид. Снася 2 – 6 яйца, които се мътят 20 – 22 дни. При мътенето мъжкият охранява гнездото. Храни се с наземни бавно подвижни насекоми и други безгръбначни и дребни гръбначни животни и растителни части.